# Ataenius jardinensis
Ataenius jardinensis är en skalbaggsart som beskrevs av Zdzisława Stebnicka 2002. Ataenius jardinensis ingår i släktet Ataenius och familjen Aphodiidae. Inga underarter finns listade.